# Strofa spenseriana
La strofa spenseriana (o spenserian stanza) è una strofa composta di otto pentametri giambici e un verso alessandrino legati da rime ababbcbcc. Prende il nome dal poeta Edmund Spenser, che la inventò utilizzandola per la prima volta in The Faerie Queene.
Il modello fu poi ripreso da William Wordsworth, Walter Scott, Robert Burns, John Keats, Percy Bysshe Shelley, George Byron, Alfred Tennyson, Juliusz Słowacki, Jan Kasprowicz e Jaroslav Vrchlický.

## Esempi
St. Agnes’ Eve—-Ah, bitter chill it was!
The owl, for all his feathers, was a-cold;
The hare limp’d trembling through the frozen grass,
And silent was the flock in woolly fold:
Numb were the Beadsman’s fingers, while he told
His rosary, and while his frosted breath,
Like pious incense from a censer old,
Seem’d taking flight for heaven, without a death,
Past the sweet Virgin’s picture, while his prayer he saith.
(John Keats, The Eve of St. Agnes)